# Odette Grzegrzulka
Odette Grzegrzulka, née à Paris le 1er mars 1947 et morte à Brest le 30 novembre 2019, est une femme politique française, députée socialiste de 1997 à 2002.

## Biographie

### Débuts en politique
Odette Grzegrzulka est diplômée d'une maîtrise de philosophie et d'une maîtrise en polonais. Elle rejoint le Parti socialiste en 1979. Durant les années 1980, elle travaille auprès de Jack Lang au ministère de la Culture entre 1981 et 1986 puis 1988 et 1993. Au sein du cabinet du ministre, elle est chargée des relations avec les parlementaires.
En 1989, elle suit Jack Lang à la mairie de Blois, où elle est adjointe aux affaires sociales et à la solidarité. Elle s'éloigne peu à peu de Lang et rejoint l'équipe du maire du 18e arrondissement parisien, le socialiste Daniel Vaillant.

### Députée de l'Aisne
À l'occasion des élections législatives de 1997, elle se présente dans la deuxième circonscription de l'Aisne où elle est « parachutée »,. Elle arrive en tête du premier tour avec 28,63 % des suffrages, devant le député sortant et président du conseil régional Charles Baur à 27,84 %. Elle est élue au second tour avec 56,52 % des voix. Députée du Parti socialiste à l'Assemblée nationale de 1997 à 2002, elle publie en janvier 1999 avec André Aschieri un rapport au Premier ministre, intitulé Propositions pour un renforcement de la sécurité sanitaire environnementale. 
Elle est candidate aux élections cantonales de 1998 dans le canton de Saint-Quentin-Nord, où le sénateur RPR Jacques Braconnier ne se représente pas. Elle est battue par l'adjoint au maire de Saint-Quentin, le RPR Xavier Bertrand, qui obtient environ 53 % des suffrages.
En 2000, alors qu'elle est responsable nationale chargée de l'exclusion au sein du Parti socialiste, son nom est évoqué pour entrer au gouvernement Jospin.
En 2001, elle mène liste de la gauche plurielle aux élections municipales de Saint-Quentin. La liste est devancée par celle du maire sortant Pierre André, qui l'emporte dès le premier tour. La droite obtient en effet 70,87 % des voix, devant la liste de Grzegrzulka (24,53 %) et une liste d'extrême gauche (4,60 %).
Lors des élections législatives de 2002, elle est distancée dès le premier tour par Xavier Bertrand membre de l'UMP (26,91 % contre 43,13 %). Au second tour, elle est battue par Bertrand, qui rassemble 56,96 % des voix contre 43,04 % pour la députée sortante. Son mandat de député prend fin le 18 juin 2002.

### Après l'Assemblée
Odette Grzegrzulka est à nouveau candidate sous les couleurs socialistes en 2007, mais elle ne réunit que 22,81 % des suffrages face à Xavier Bertrand, qui est réélu dès le premier tour (53,28 %).
À partir de 2007, elle travaille à nouveau pour le ministère de la Culture, puis est nommée en 2009 conseillère de coopération et d'action culturelle auprès de l'ambassade de France en Moldavie (poste occupé quelques mois, avant de revenir en France). En mai 2010, elle rejoint pour six mois le parti écologiste Cap21, fondé par Corinne Lepage, en tant que déléguée nationale associée au bureau politique, chargée de l'emploi, l'éducation, la formation et la culture et est réintégrée au ministère de la Culture et de la Communication comme chargée de mission.

## Détail des mandats
- Adjointe au maire de Blois, chargée des affaires sociales et de la solidarité, de 1989 à 1995
- Députée socialiste de la 2e circonscription de l'Aisne de 1997 à 2002
- Conseillère municipale de Saint-Quentin de 2001 à 2008